# Liste der Mitglieder der American Academy of Arts and Sciences/1804
Im Jahr 1804 wählte die American Academy of Arts and Sciences 10 Personen zu ihren Mitgliedern.

## Neugewählte Mitglieder
- David Humphreys (1752–1818)
- John Lowell (1769–1840)
- Joseph Lyman (1749–1828)
- John Marshall (1755–1835)
- Harrison Gray Otis (1765–1848)
- Joshua Thomas (1751–1821)
- Jonathan Trumbull junior (1740–1809)
- Gustaf von Paijkull (1757–1826)
- Henry Ware (1764–1845)
- Samuel Williams (1760–1841)